# Большой секстет для фортепиано и струнных
«Большой секстет для фортепиано и струнных» — музыкальное произведение М. И. Глинки. Секстет написан в 1832 году; предназначен для фортепиано, двух скрипок, альта, виолончели и контрабаса.

## История
В своём раннем творчестве Глинка многократно обращался к камерной инструментальной музыке, создавая квартеты, трио, сонаты, секстеты. «Большой секстет» — наиболее значительное из камерных произведений композитора — написан им в Италии, в загородном доме близ озера Комо, где Глинка гостил у друзей. Сам он вспоминал в своих «Записках»: «Рано поутру всякий делал что хотел; я после краткой прогулки продолжал свой Секстет, которого писал уже Finale».
Известно, что секстет писался для дочери лечащего врача Глинки, синьоры де Филиппи, которая была прекрасной пианисткой и с которой Глинка совместно музицировал. Однако, поскольку начались сплетни, Глинка был вынужден прекратить посещения и посвятить секстет не ей, а её подруге Софии Медичи.
Публикация произведения состоялась в 1833 году в Милане. Его издал Дж. Рикорди под названием «Gran Sestetto originale per pianoforte, due violini, viola, violoncello e contrabasso composto у dedicato a M-lla Sofia Medici de’Marchesi di Marignano da M. Glinka» («Большой секстет для фортепиано, двух скрипок, альта, виолончели и контрабаса, написанный и посвящённый г-же Софии Медичи из [рода] маркизов ди Мариньяно М. Глинкой»).

## Общая характеристика
По характеристике Ю. В. Келдыша, «Большой секстет» представляет собой «крупную и эффектную композицию концертного плана». В этом раннем произведении уже ощущается оригинальность Глинки как композитора, однако чувствуется в нём и итальянское влияние, в том числе вокального стиля bel canto. Первая часть — яркое, энергичное сонатное аллегро — основана на темах увертюрного и оперно-ариозного типа. В последующем Andante звучат томные баркарольные интонации. И, наконец, финальное рондо, бурное и ликующее, достигает драматической страстности. Во всех трёх частях особой красочностью и разработанностью отличается партия фортепиано, рассчитанная на исполнителя-виртуоза. Этим секстет отчасти напоминает фортепианный концерт: пианисту отводится ведущая роль, струнным — аккомпанирующая.
В целом музыка секстета светлая, жизнерадостная, романтически приподнятая. О. Е. Левашёва видит в этом произведении своего рода «музыкальный пейзаж», в котором отражён образ Италии и южной природы — праздничный и пронизанный ощущением радости жизни. М. А. Балакирев называл это произведение Глинки «лучшим из всех секстетов».